# Henry Higgins
Henry Higgins (Enrique (Eduardo) Cañadas, * 26. Oktober 1944 in Bogotá; † 15. August 1978 in Mojácar) war ein kolumbianisch-englischer Stierkämpfer.

## Leben
Henry Higgins wurde als Sohn eines Engländers und einer Mexikanerin in Kolumbien geboren. Bereits als Kind war er fasziniert von Stierkämpfern. Mit acht Jahren schickte man ihn auf eine Schule in England, mit 16 beendete er im Einvernehmen mit seinem Vater vorzeitig seine Schulausbildung. Nach einem kurzen Aufenthalt in Granada kehrte er nach England zurück, um an der Guildford School of Art zu studieren.
Inzwischen hatte Higgins begonnen, sich intensiv mit dem Flamenco zu beschäftigen. Er beschloss, nach Spanien überzusiedeln, um sich dort im Gitarrenspiel zu vervollkommnen. Bald jedoch holte ihn seine alte Begeisterung für den Stierkampf wieder ein, und er versuchte, stattdessen in diesem Metier Fuß zu fassen. Brian Epstein lieh ihm Geld, um diesen Traum zu verwirklichen. Der Manager der Beatles war selbst ein Liebhaber des Stierkampfes. 1967 kämpfte Henry Higgins seinen ersten Kampf auf Teneriffa.
Der spanische Künstlername Enrique Cañadas ging auf seine Freundschaft zu der sevillanischen Familie Morales-Cañadas zurück, die ihn in seinen Anfängen unterstützt hatte. 1968 drehte ein Team der BBC eine Dokumentation über Henry Higgins. Nach einer schweren Verletzung bei einem Kampf im Jahr 1971 zog er sich vom Stierkampf zurück und veröffentlichte 1972 eine Autobiografie. Fortan widmete er sich dem Gleitflug. 1978 stürzte er dabei in der Nähe seines Wohnortes Mojácar ab und starb.

## Karriere als Stierkämpfer
Am 19. März 1967 hatte Higgins seinen ersten offiziellen Kampf in Santa Cruz de Tenerife. In derselben Saison brachte er es auf 17 Kämpfe, in der nächsten auf 19. Der entscheidende Kampf (alternativa) für seine Anerkennung als Stierkämpfer (Matador) fand in Fuengirola am 20. September 1970 statt. Bei einer Corrida am 21. September 1971 in Benidorm wurde er von einem Stier schwer verletzt.
Da er als Ausländer in der spanischen Stierkampf-Szene immer wieder diskriminiert wurde, setzte er sich politisch für eine Gleichstellung ein. Tatsächlich erreichte er es, dass 1972 eine Debatte im House of Commons stattfand, die zu einem entsprechenden Antrag an die spanische Regierung führte.
1982 veröffentlichte Jeff Wayne anlässlich der Fußball-Weltmeisterschaft 1982 in Spanien einen instrumentalen Musiktitel namens Henry Higgins. Es war die B-Seite der Single mit der Erkennungsmelodie des Senders ITV für die Übertragung dieser Spiele, Matador.
Henry Higgins gilt als der dritte englische Stierkämpfer in Spanien, jedoch als der erste, der es zum Matador schaffte.

## Filmografie
- Man Alive: Henry Higgins – Bullfighter (BBC, 1968)[2]